# Carlos Moya (futbolista)
Carlos Moya (Godoy Cruz, Mendoza, Argentina; 2 de mayo de 1969) es un exfutbolista y entrenador argentino que se desempeñaba como central, aunque su gran versatilidad lo llevó a ocupar diferentes lugares dentro de la línea de defensa.
Su sobrino Ezequiel Videla y su hijo Iván Moya también son futbolistas.

## Historia
Debutó con tan solo dieciséis años en la primera división de Godoy Cruz, donde se destacó durante cuatro años hasta ser descubierto por Boca Juniors, siendo transferido en junio de 1989. Allí disputó 139 partidos, consiguiendo en su pasaje por el club de la ribera, la Copa Máster de Supercopa 1992, el Apertura 1992 y la Copa de Oro Nicolás Leoz 1993. Vistió la azul y oro hasta junio de 1994.
Compartió vestuario con futbolistas reconocidos entre los que se destacan: Gabriel Batistuta, Beto Márcico, Carlos Navarro Montoya, Diego Latorre, Sergio Daniel Martínez y Blas Giunta. Se enfrentó a jugadores como Diego Maradona, Claudio Caniggia, Enzo Francescoli, Juan Sebastián Verón, Juan Román Riquelme, Ronaldo, Hristo Stoichkov, Gianfranco Zola, Iván Zamorano, Fernando Hierro, Kiko Narváez y al mítico Ubaldo Matildo Fillol a quien le convirtió un gol de cabeza el 21 de octubre de 1990.
Fue dirigido por entrenadores de la talla de César Luis Menotti, Óscar Tabárez, Carlos Aimar, entre otros.
Vistió las camisetas de Banfield (llevado por Menotti y Cayetano Rodríguez), Hapoel Be'er Sheva (Israel), Deportivo Español, Ferro Carril Oeste. En España jugó en el Granada C.F. durante tres temporadas saliendo ganador del grupo IV de la 2.ª B, pero sin lograr el ascenso a Segunda División, y llegando a octavos de la Copa del Rey “00/01” dejando en el camino al Villarreal y al Recreativo de Huelva, siendo eliminados por el Atlético de Madrid. Jugó un año en Melilla y en la U.D. Maracena, donde luego de cuatro temporadas finalizó su carrera deportiva con 38 años.
Obtuvo la titulación de Entrenador Nacional en la Federación Andaluza de Fútbol.

## Clubes
| Club               | País      | Año       |
| ------------------ | --------- | --------- |
| Godoy Cruz (M)     | Argentina | 1988-1989 |
| Boca Juniors       | Argentina | 1989-1994 |
| Banfield           | Argentina | 1995-1996 |
| Hapoel Be'er Sheva | Israel    | 1996      |
| Deportivo Español  | Argentina | 1997-1998 |
| Ferro Carril Oeste | Argentina | 1998-1999 |
| Granada C.F        | España    | 1999-2002 |
| Melilla C.D        | España    | 2002-2003 |
| U.D. Maracena      | España    | 2003-2007 |

## Palmarés

### Como jugador

#### Títulos regionales
| Título                   | Club       | País    | Año  |
| ------------------------ | ---------- | ------- | ---- |
| Liga Mendocina de Fútbol | Godoy Cruz | Mendoza | 1988 |

#### Torneos nacionales
| Título          | Club         | País      | Año  |
| --------------- | ------------ | --------- | ---- |
| Torneo Apertura | Boca Juniors | Argentina | 1992 |

#### Torneos internacionales
| Título                 | Club         | Sede final     | Año  |
| ---------------------- | ------------ | -------------- | ---- |
| Supercopa Sudamericana | Boca Juniors | Argentina      | 1989 |
| Recopa Sudamericana    | Boca Juniors | Estados Unidos | 1990 |
| Copa Master            | Boca Juniors | Argentina      | 1992 |
| Copa de Oro            | Boca Juniors | Argentina      | 1993 |